# Лорика (Колумбия)
Санта-Крус-де-Лорика (исп. Santa Cruz de Lorica) — город и муниципалитет в Колумбии в составе департамента Кордова.

## Географическое положение

Муниципалитет Санта-Крус-де-Лорика

Город расположен в северной части департамента Кордова в низовьях реки Сину в непосредственной близости от Карибского моря. Абсолютная высота — 7 метров над уровнем моря.

Площадь муниципалитета составляет 960 км².

## Население
По данным Национального административного департамента статистики Колумбии, совокупная численность населения города и муниципалитета в 2012 году составляла 115 808 человека.
Динамика численности населения города по годам:
| 2005    | 2006    | 2007    | 2008    | 2009    | 2010    | 2011    | 2012    |
| ------- | ------- | ------- | ------- | ------- | ------- | ------- | ------- |
| 110 316 | 111 023 | 111 782 | 112 546 | 113 341 | 114 145 | 114 975 | 115 808 |

Согласно данным переписи 2005 года мужчины составляли 50,5 % от населения города, женщины — соответственно 49,5 %. В расовом отношении белые и метисы составляли 78,4 % от населения города; негры — 18,1 %; индейцы — 3,5 %..
Уровень грамотности среди населения старше 5 лет составлял 81,3 %.